# Elecciones a las Juntas Administrativas de Álava de 2013
El 1 de diciembre de 2013 se celebraron elecciones a las Juntas Administrativas de los concejos de Álava. En ellas fueron elegidos los 336 presidentes de concejo de Álava y 1.039 vocales de la Juntas Administrativas de dichos concejos.

## Antecedentes
Las elecciones fueron convocadas el 14 de octubre de 2013. Se pudieron presentar candidaturas hasta el 8 de noviembre.

## Sistema electoral

### Candidaturas
Cualquier persona que tenga derecho a voto tiene puede presentar su candidatura, excepto si pertenece a la Junta Electoral o a algún cuerpo de policía. Todas las candidaturas son individuales y las listas abiertas. En caso de no presentarse candidaturas, cualquier votante puede ser elegido.

### Composición de las Juntas
Cada concejo elige como mínimo tres vocales, de los cuales el más votado es el presidente. A partir de 400 habitantes, se suma un vocal por cada 200 habitantes.

### Derecho a voto
Todos los vecinos del concejo, mayores de edad y empadronados en su municipio, excepto los extranjeros que no tengan una nacionalidad de la Unión Europea tienen derecho a voto.

## Resultados

### Alegría de Álava
| Candidato                                   | Votos |
| ------------------------------------------- | ----- |
| Alegría de Álava                            |       |
| Koldo Martínez Valladolid                   | 33    |
| Raúl Ruiz de Argandoña Morillas             | 32    |
| Néstor Martínez Valladolid                  | 29    |
| Rafael Martínez Elejalde                    | 26    |
| Emilio Javier Ruiz de Arcaute Uribe         | 18    |
| Ángel Carlos López de Aberásturi Gastaminza | 18    |
| Alberto Pérez Ruiz de Argandoña             | 18    |
| Xabier López de Aberásturi Ortiz de Pinedo  | 18    |
| Pedro Ruiz de Argandoña Villar              | 17    |
| Jaime Pérez Ruiz de Argandoña               | 11    |
| Fermín López de Aberásturi Gastaminza       | 10    |
| Eguileta                                    |       |
| José Luis Ruiz de Azúa Mendivil             | 32    |
| Rafael Hernando López                       | 17    |
| Gregorio Ruiz de Arcaute López de Abechuco  | 4     |

### Amurrio
| Candidato                             | Votos |
| ------------------------------------- | ----- |
| Aloria                                |       |
| Javier Ugarte Zurmendi                | 12    |
| Sebastián Apodaka Ortiz de Zárate     | 7     |
| Juan María Apodaca Sojo               | 5     |
| Artómaña                              |       |
| Jesús María Larrea Sojo               | 17    |
| Leire Lusarreta Landaluce             | 12    |
| Iñaki Astobiza Ganzabal               | 10    |
| Délica                                |       |
| José Luis Bilbao Ereñozaga            | 46    |
| María Ángeles Villate Ugarte          | 18    |
| Alberto Albizuri Velasco              | 9     |
| Larrimbe                              |       |
| Juan Carlos Ruiz Díez                 | 51    |
| Félix Izquierdo de la Fuente          | 41    |
| José María Gastaca Oyarzabal          | 35    |
| Lecamaña                              |       |
| Mercedes Aldama Hurtado               | 13    |
| Gaizka Albisua Llano                  | 9     |
| Begoña Bengoa Armona                  | 5     |
| Lezama                                |       |
| Pedro José Urrutia Alday              | 56    |
| Prudencio José Luis Larrazabal Gaviña | 33    |
| José María Gotxi Ibarrola             | 28    |
| Saracho                               |       |
| María Lourdes Cuadra Quintana         | 19    |
| María Goretti Ibarrola Ganzabal       | 10    |
| Ainhoa Leal de Ibarra Maqueira        | 7     |
| Tertanga                              |       |
| Alberto Quincoces Elejalde            | 31    |
| Juan José Larrieta Uzkiano            | 12    |
| José Luis Tellería Larrea             | 9     |

### Añana
| Candidato             | Votos |
| --------------------- | ----- |
| Atiega                |       |
| Manuel Cuesta Encinas | 10    |
| Jorge Tato Vega       | 5     |
| Susana Rey Moreno     | 5     |

### Aramayona
| Candidato                 | Votos |
| ------------------------- | ----- |
| Olaeta                    |       |
| Txomin Goikolea Apaolaza  | 24    |
| Alberto Barriondo Goyoaga | 13    |
| Florencio Bilbao Iza      | 6     |

### Armiñón
| Candidato                       | Votos |
| ------------------------------- | ----- |
| Armiñón                         |       |
| Iñaki Arrien Tornos             | 28    |
| Juan Manuel Antoñana Moraza     | 25    |
| María Rosario Anuncibay Montoya | 9     |
| Estavillo                       |       |
| Santiago Juan Porras Tomás      | 12    |
| Bonifacia García Hernández      | 12    |
| Isabel Matamoros Díaz           | 11    |

### Arraya-Maestu
| Candidato                                     | Votos |
| --------------------------------------------- | ----- |
| Apellániz                                     |       |
| Sergio Martínez de Rituerto Ibisate           | 37    |
| Víctor Manuel Vargas Trujillo                 | 20    |
| Rafael Cenea González de Garibay              | 12    |
| Atauri                                        |       |
| María Ángeles Ibisate Lander                  | 15    |
| Pablo Camacho Alameda                         | 8     |
| Xabier Orive Calvo                            | 8     |
| Azáceta                                       |       |
| Raúl Rituerto Turrado                         | 26    |
| Iker Ibáñez de Zuazo Morcillo                 | 13    |
| Maite Ruiz de Azua Ibisate                    | 13    |
| Corres                                        |       |
| Rodolfo Larreina Pérez de Viñaspre            | 11    |
| Diego Apiñániz Sáez de Maturana               | 6     |
| Gustavo Valencia Sagastuy                     | 5     |
| Maestu                                        |       |
| Ana María Suso Alzola                         | 80    |
| Valentín Fernández de Mendiola López de Alda  | 46    |
| Francisco Javier Leza López de Aguileta       | 34    |
| Onraita                                       |       |
| Rubén González de Alaiza Martínez de Antoñana | 13    |
| Lucas Múgica Foronda                          | 11    |
| Ana María Martínez Sagasti                    | 7     |
| Real Valle de Laminoria                       |       |
| Alberto Pérez de Onraita Aranegui             | 27    |
| Jesús Urrea González de Alaiza                | 21    |
| Alberto Martínez de Lahidalga                 | 16    |
| Róitegui                                      |       |
| Julián Gamiz Landa                            | 14    |
| Jesús Gamiz Landa                             | 8     |
| Ángel María Quintana Ortiz de Jócano          | 8     |
| Sabando                                       |       |
| Esteban Pérez de Arenaza García de Acilu      | 21    |
| Alfredo Fernández de Jáuregui Larrauri        | 14    |
| Jesús Villar Arroniz                          | 13    |
| Virgala Mayor                                 |       |
| Antonio González de Arrilucea Elizondo        | 17    |
| Luis Remón Pipaón                             | 11    |
| Pedro María Legorburu Beovide                 | 5     |

### Arrazua-Ubarrundia
| Candidato                                         | Votos |
| ------------------------------------------------- | ----- |
| Arroyabe                                          |       |
| Alfredo Hierro Puig                               | 24    |
| María Izaskun Martínez de Luna Aguirre            | 16    |
| Victoriano Apaolaza Vélez de Mendizabal           | 15    |
| Arzubiaga                                         |       |
| José Javier Ruiz de Arcaute Martínez de Marigorta | 7     |
| Jesús Díaz de Durana González de Durana           | 5     |
| Iratxe Díaz de Durana González de Durana          | 2     |
| Betolaza                                          |       |
| José Luis basabe Larrinaga                        | 11    |
| José Ignacio Zurimendi Luja                       | 8     |
| José Luis Zubizarreta Amozarrain                  | 5     |
| Ciriano                                           |       |
| Fernando Ruiz de Azua Apaolaza                    | 4     |
| José Guenechea Ortíz de Mendívil                  | 3     |
| David Moreno Desojo                               | 3     |
| Durana                                            |       |
| Ricardo Fernández de Arroyabe Sáenz de Zaitegui   | 33    |
| Ignacio Sáez de Ibarra Ruiz de Arbulo             | 27    |
| José Cengoititabengoa Ruiz de Arcaute             | 14    |
| Landa                                             |       |
| Agustín Fernández Zabaleta                        | 19    |
| Sergio Fernández Oleaga                           | 10    |
| María Purificación Fernández Zabaleta             | 4     |
| Luco                                              |       |
| María Blanca Antepara Uribe                       | 23    |
| Pedro José Ruiz de Erenchun Lengaran              | 12    |
| Estanislao Aguirre Ormaetxea                      | 9     |
| Mendívil                                          |       |
| Javier Ozaeta Ugarte                              | 15    |
| Luis Mellado Bote                                 | 6     |
| Rosa Blanca Hernández Mate                        | 3     |
| Ullíbarri-Gamboa                                  |       |
| María Mercedes Urcaray García                     | 25    |
| José Ignacio Guereñu Sáez de Vicuña               | 10    |
| Jéssica Urkaray Benito                            | 6     |
| Zurbano                                           |       |
| Fernando Ramón Murillo Bartolomé                  | 39    |
| María del Mar Soto Gómez                          | 26    |
| María del Carmen Álvarez Zubizarreta              | 21    |

### Aspárrena
| Candidato                                       | Votos |
| ----------------------------------------------- | ----- |
| Albéniz                                         |       |
| Alfredo Sáez de Arregui López de Muniáin        | 18    |
| Felipe García de Albéniz Ibáñez de Opacua       | 12    |
| Félix López de Luzuriaga Lopetegui              | 11    |
| Amézaga de Aspárrena                            |       |
| Eugenio Ocáriz García                           | 11    |
| Diego Artola Murga                              | 10    |
| María Victoria Guridi López de Arbina           | 5     |
| Andóin                                          |       |
| Jesús María López de Muniáin Santa Eulalia      | 13    |
| Iratxe Maza Pérez de Albéniz                    | 10    |
| Aitziber Martínez de Ilarduya Yaben             | 6     |
| Arriola                                         |       |
| Mikel Uriarte Alzola                            | 10    |
| María Teresa González de Heredia Arrizala       | 10    |
| Óscar Berdion Grados                            | 9     |
| Egino                                           |       |
| Eloy Ruiz de Eguino Ruiz de Luzuriaga           | 15    |
| Javier Martínez de Ordoñana Ruiz de Luzuriaga   | 13    |
| Fernando Martínez de Ordoñana Ruiz de Luzuriaga | 7     |
| Gordoa                                          |       |
| Pablo García Aguinaga                           | 14    |
| Ramón García de Albéniz García de Albéniz       | 9     |
| Carlos Olabuenaga Goicoechea                    | 7     |
| Ibarguren                                       |       |
| Jesús Martínez Urra                             | 5     |
| María Purificación Berasategui López de Arbina  | 3     |
| Enrique Urteaga Sanguino                        | 2     |
| Ilarduya                                        |       |
| Carmen Mendiguchía López                        | 24    |
| Rodrigo López de Arroyabe Izaga                 | 12    |
| Iñaki Martínez de Luna Pérez de Arriba          | 11    |
| Urabáin                                         |       |
| Eduardo Urteaga Díaz de Garayo                  | 11    |
| Amaia Jiménez Elorza                            | 6     |
| Daniel Sánchez Miguel                           | 5     |

### Ayala
| Candidato                         | Votos |
| --------------------------------- | ----- |
| Agiñaga                           |       |
| María José Cámara Miguel          | 9     |
| Enrique Arberas Mendivil          | 7     |
| Jesús Ángel Mendia Gobantes       | 6     |
| Añes                              |       |
| Francisco Menoyo Uzquiano         | 10    |
| José Manuel Menoyo Quintana       | 8     |
| Julián Menoyo Quintana            | 2     |
| Arespalditza/Respaldiza           |       |
| José Antonio Bartolomé Pesquera   | 107   |
| Santos María Ibarreche Ocerin     | 91    |
| Estíbaliz Rotaeche Cortés         | 80    |
| Cosme Ugarte Menoyo               | 79    |
| Costera/Opellora                  |       |
| Juan Ignacio Padura Esnarriaga    | 7     |
| Unai Campo Arenaza                | 6     |
| José María Campo Urquijo          | 5     |
| Etxegoien                         |       |
| Julio Echaurren Moroy             | 8     |
| José Ángel Aguirre Ugarte         | 6     |
| Javier Aspuru Oribe               | 3     |
| Izoria                            |       |
| Julen Ibarrola Gobantes           | 37    |
| Andrés Ibarrola Sarachaga         | 17    |
| Valeriano San Juan Quintana       | 13    |
| Lejarzo/Lexartzu                  |       |
| Nerea Gutiérrez Mendivil          | 10    |
| Juan José Uzquiano Velasco        | 5     |
| Estíbaliz Uzquiano García         | 5     |
| Luiaondo                          |       |
| Gentza Alamillo Udaneta           | 65    |
| Lourdes Arana Murillo             | 56    |
| Xabier Artiñano Montalbán         | 54    |
| Felipe Marcuartu Goicoechea       | 52    |
| Maite Alonso de la Vallina        | 51    |
| Ricardo Menchaca Ochoa            | 50    |
| Roberto Garmilla Marcuartu        | 34    |
| Lourdes Aldaiturriaga Usategui    | 20    |
| Luxo/Lujo                         |       |
| José Luis Acha Gutiérrez          | 3     |
| José María Acha Gutiérrez         | 2     |
| Joaquín Jiménez Gutiérrez         | 2     |
| Llanteno                          |       |
| Irache Parro Uzquiano             | 39    |
| Iker Gancedo Aranguren            | 11    |
| Jon Ander Alonso Udaeta           | 10    |
| Madaria                           |       |
| María Amaya García Vázquez        | 4     |
| Pedro Arza Ugarte                 | 3     |
| Ángel Arza Ugarte                 | 2     |
| Maroño                            |       |
| José María Aguirre Ortiz          | 14    |
| Yolanda Irabien Ortueta           | 8     |
| Gaizka Albizua Aspizua            | 3     |
| Menagarai-Beotegi                 |       |
| María Rosario Campo Mendieta      | 40    |
| María Carmen Campo Urquijo        | 35    |
| Margarita Biguri Camino           | 35    |
| Menoio                            |       |
| Iraide Sáenz de Lafuente Blanco   | 16    |
| María del Carmen Iglesias Ascáriz | 10    |
| María Mercedes Villanueva Sautu   | 8     |
| Murga                             |       |
| Joana Urruela Berganza            | 49    |
| Juan Antonio Llanos Zulueta       | 33    |
| Jesús María Molinuevo Oseguera    | 32    |
| Olabezar                          |       |
| Eusebio Daniel Meabe Lili         | 48    |
| Ainara Meabe Santos               | 29    |
| Victoriano Gochi Menoyo           | 15    |
| Ozeka                             |       |
| Ángel Luengas Erce                | 8     |
| José Ignacio Álvarez Pérez        | 6     |
| Josu Artetxe Arana                | 2     |
| Quejana/Kexaa                     |       |
| María Ángeles Isasi Cendegui      | 11    |
| José Ramón Isla Velasco           | 7     |
| Lourdes Olabarrieta Basualdo      | 6     |
| Retes de Llanteno                 |       |
| Garbiñe Alaña Pérez               | 15    |
| José Antonio Gorbea Alonso        | 11    |
| Teresa Parro Aldama               | 10    |
| Salmantón                         |       |
| Ander Vergara Gochi               | 16    |
| Víctor Menoyo Ortiz               | 7     |
| Alfonso Gochi San Martín          | 6     |
| Sojo                              |       |
| Ascensión Aguirre Landa           | 21    |
| Valentín Novales Elejalde         | 18    |
| Alberto Ruiz de Loizaga Cámara    | 9     |
| Zuaza/Zuhatza                     |       |
| Iñaki Álava Zurimendi             | 18    |
| Florentino Urquijo Orueta         | 17    |
| María Felisa Beraza Arza          | 5     |

### Barrundia
| Candidato                                        | Votos |
| ------------------------------------------------ | ----- |
| Audikana                                         |       |
| Carmelo López de Uralde Ruiz de Egino            | 12    |
| Enrique Marcos Rapado                            | 4     |
| José Antonio Castillo Alzola                     | 3     |
| Dallo                                            |       |
| José Beltrán de Heredia Íñiguez de Heredia       | 9     |
| Jesús Arbina Landa                               | 5     |
| Sergio Ruiz de Sabando Ibisate                   | 2     |
| Elgea                                            |       |
| María Blanca Iñurrieta Uriarte                   | 7     |
| Carmelo López de Uralde Martínez de Soria        | 7     |
| Pedro Echevarría Beltrán de Otalora              | 5     |
| Etura                                            |       |
| Luis Jaime Perea Rodríguez                       | 16    |
| Miguel Uriarte Maeso                             | 11    |
| Francisco Uriarte Arcauz                         | 5     |
| Etxabarri-Urtupiña                               |       |
| Milagros López de Munain Mendívil                | 14    |
| Alberto Sáez de Ocariz Sáenz del Burgo           | 8     |
| Alfonso Martín Caminero                          | 6     |
| Gebara                                           |       |
| María Estíbaliz Ruiz de Azua Fernández de Larrea | 12    |
| Luis Ganuza Ugalde                               | 10    |
| Javier Mendaza Pérez de Arrilucea                | 8     |
| Heredia                                          |       |
| Serafín Pérez de Arenaza López de Aberasturi     | 13    |
| Roberto Salgado García                           | 9     |
| Santiago Villar Martínez de Lizarduy             | 6     |
| Hermua                                           |       |
| Eugenio González de Heredia Bengoechea           | 8     |
| Julio Díaz de Garayo Basterra                    | 3     |
| Magdalena Zubia Arrieta                          | 3     |
| Larrea                                           |       |
| Juan José Estíbalez González                     | 29    |
| Eva María López de Arroyabe Saéz de Maturana     | 19    |
| Raimundo Beitia Beltrán                          | 12    |
| Marieta-Larrintzar                               |       |
| Roberto Torres González                          | 30    |
| María Isabel Martínez de Zuazo Iglesias          | 8     |
| Antonino Urcelay Azcoitia                        | 3     |
| Maturana                                         |       |
| Arturo González de Matauco López                 | 11    |
| Jesús Ruiz de Azua Pérez de Arrilucea            | 8     |
| Julio Alberdi Gainzarain                         | 6     |
| Mendíjur                                         |       |
| Fernando Sánchez Aránaz                          | 16    |
| Roberto García de Albéniz Ruiz de Alegría        | 8     |
| Roberto García Mancebo                           | 7     |
| Ozaeta                                           |       |
| Francisco Javier Ugarte Barrena                  | 19    |
| Rodolfo Uriarte Uriarte                          | 12    |
| Iñaki Arrate Jorrin                              | 10    |

### Berantevilla
| Candidato                                    | Votos |
| -------------------------------------------- | ----- |
| Berantevilla                                 |       |
| Gregorio Alonso Vallejo                      | 45    |
| Mario Perea Anuncibay                        | 28    |
| Prudencio Angulo Díaz de Tuesta              | 17    |
| Lacervilla                                   |       |
| Félix Faustino Martín Rodríguez              | 7     |
| José Ignacio Alonso Aberasturi               | 6     |
| Victorino Irazabal Ortiz                     | 2     |
| Mijancas                                     |       |
| Gerardo Alfonso Pérez de Caballero           | 16    |
| Ángel Alfonso Portilla                       | 9     |
| Santiago Perea Martínez                      | 9     |
| Santa Cruz del Fierro                        |       |
| Miguel Ángel Samaniego Ocio                  | 13    |
| Alberto Busto Pérez                          | 11    |
| José Ignacio Ocio Samaniego                  | 2     |
| Santurde                                     |       |
| Alfredo Armentia Fernández de Labastida      | 13    |
| Fidel Samaniego Fernández-Olano              | 7     |
| José Luis López de Briñas Pérez              | 7     |
| Tobera                                       |       |
| Javier Briñas García                         | 5     |
| Zigor López de Briñas Fernández de Gorostiza | 4     |
| José Luis Briñas Domínguez                   | 3     |

### Bernedo
| Candidato                                   | Votos |
| ------------------------------------------- | ----- |
| Angostina                                   |       |
| María Isabel Trueba Martínez                | 7     |
| Roberto Sáez Albaina                        | 3     |
| Eloy Alonso Antúnez                         | 3     |
| Arluzea                                     |       |
| Jesús María Sáenz de Urturi Marquínez       | 14    |
| Héctor Zurbano Gauna                        | 10    |
| Julio Isidro Egúrcegui Rituerto             | 4     |
| Bernedo                                     |       |
| Benito Martín Gómez                         | 18    |
| Javier Ruiz de Alda Parra                   | 6     |
| Iñaki López Pérez de Onraita                | 6     |
| Markinez                                    |       |
| Pedro María Oraá López                      | 32    |
| Luis Arnaiz Ruiz de Arcaute                 | 31    |
| Jesus María Markinez Markinez               | 30    |
| Navarrete                                   |       |
| Andoni Bueno Nájera                         | 8     |
| Juan José Díaz de Monasterioguren Mendiola  | 6     |
| Pablo López de Pariza Samaniego             | 5     |
| Okina                                       |       |
| Mikel Polo Pérez de Onraita                 | 16    |
| Enrique José López de Aguileta Berrueta     | 11    |
| Juan Carlos López Pérez de Onraita          | 9     |
| Quintana                                    |       |
| Rubén Martínez Crespo                       | 8     |
| Enrique Martínez Crespo                     | 8     |
| Ricardo Rituerto Rituerto                   | 5     |
| San Román de Campezo                        |       |
| Visitación Ochoa Apellániz                  | 9     |
| Javier Ochoa Leza                           | 7     |
| Eduardo Argote Vea                          | 4     |
| Urarte                                      |       |
| Francisco Fernández Ibisate                 | 6     |
| Joseba Iñaki Valles Elorza                  | 6     |
| Aitor Sáenz del Castillo Díaz de Guereñu    | 4     |
| Urturi                                      |       |
| Pedro Palacios Jiménez de Ventrosa          | 9     |
| Fernando Fernández López de Alda            | 7     |
| Pedro Palacios Pérez                        | 6     |
| Villafría                                   |       |
| María del Carmen Pérez de Arenaza Rodríguez | 7     |
| José Javier Martínez de Lagrán Martínez     | 4     |
| Félix García Fernández                      | 3     |

### Campezo/Kampezu
| Candidato                                           | Votos |
| --------------------------------------------------- | ----- |
| Antoñana                                            |       |
| José Ignacio Díaz López de Lacalle                  | 36    |
| Nieves Leorza Carlos                                | 33    |
| Julen Fernández de Pinedo Murguía                   | 22    |
| Bujanda                                             |       |
| María Amparo Gaceo Aguillo                          | 4     |
| Antonio García Argibay                              | 3     |
| Javier López de Luzuriaga García                    | 2     |
| Orbiso                                              |       |
| Eder Ruiz de Loizaga Arroniz                        | 22    |
| José Antonio Ganuza Uriarte                         | 9     |
| José Arroniz Arroniz                                | 8     |
| Oteo                                                |       |
| Luis Berrueta Ulibarri                              | 8     |
| Ana Teresa Cebrián Quintero                         | 5     |
| Juan Miguel Berrueta Ulibarri                       | 3     |
| Santa Cruz de Campezo                               |       |
| Juana María Musitu Ochoa                            | 92    |
| Óscar Visa Puertas                                  | 72    |
| Felisa Isabel López de Lacalle Martínez de Antoñana | 69    |
| Rosa María Lamo Chasco                              | 52    |
| Charo Maestu Iriarte                                | 52    |
| Fernando Antia Zoilo                                | 46    |

### Elburgo
| Candidato                                          | Votos |
| -------------------------------------------------- | ----- |
| Añua                                               |       |
| Xabier López de Arregui Vázquez                    | 18    |
| Rubén Bravo Sáez de Urabain                        | 10    |
| Virginia Bravo Sáez de Urabain                     | 7     |
| Arbulo/Arbulu                                      |       |
| Venancio Andrés Martínez Argómaniz                 | 33    |
| Ana Isabel Sasigain Elorza                         | 21    |
| María Jesús Sáez de Cámara Ortiz de Salido         | 15    |
| Argómaniz                                          |       |
| José Manuel Ruiz de Larrinaga de Benavides         | 25    |
| Luis Bolao Perepérez                               | 19    |
| Alberto Fernández de Arroyabe Martínez de Ilarduya | 12    |
| Elburgo                                            |       |
| Luis María Díaz Amundarain                         | 24    |
| Alfonso Ortiz de Zarate Osinaga                    | 16    |
| Pedro Fernández de Lapeña López de Lacalle         | 11    |
| Gáceta                                             |       |
| Pedro María López Elorza                           | 11    |
| Ana María Bello Díez                               | 5     |
| María Pilar Mesanza Salazar                        | 5     |
| Hijona/Ixona                                       |       |
| Santiago López de Aguileta Ochoa de Erive          | 13    |
| Jon Jausoro Sáez de Cámara                         | 9     |
| Ignacio Javier Valle Aramburuzabala                | 8     |

### Iruña de Oca
| Candidato                               | Votos |
| --------------------------------------- | ----- |
| Montevite                               |       |
| Luis María Ibáñez Arrondo               | 20    |
| José Castillo Jurado                    | 11    |
| Jesús Ocharán Ruiz de Arcaute           | 8     |
| Nanclares de la Oca                     |       |
| Benemérito Picón Fraile                 | 242   |
| Eloy Sáez de Cortazar Gordón            | 204   |
| Serafín Paz Prado                       | 175   |
| Óscar Peláez Ballestero                 | 168   |
| Mikel Iñaki Ranero Álvarez              | 125   |
| Aránzazu Santamaría Mielgo              | 123   |
| Carlos García Lete                      | 116   |
| Milagros Salgado Aguayo                 | 103   |
| Miguel Ángel Rodríguez Marín            | 99    |
| Jesús María Guinea Díaz de Otalora      | 98    |
| Eneko Bernal Ribeiro                    | 97    |
| Ollávarre                               |       |
| Félix López de Torre Foronda            | 66    |
| María del Cármen Dovale Cao             | 31    |
| Juan Bautista Ruiz de Loizaga Beltrán   | 27    |
| Trespuentes                             |       |
| Davide di Paola Signoziello             | 67    |
| Luis Gregorio del Campo Ruiz de Aguirre | 34    |
| Juan Antonio Velasco Castellano         | 16    |
| Víllodas                                |       |
| María Carmen Mateo López de Ocáriz      | 45    |
| José Charola Suinaga                    | 26    |
| Román Gutiérrez Ayuela                  | 7     |

### Iruraiz-Gauna
| Candidato                                     | Votos |
| --------------------------------------------- | ----- |
| Alaitza                                       |       |
| Ana María Ugarte Barrena                      | 11    |
| Estíbaliz Baglietto García                    | 7     |
| Luis Gómez Díaz de Mendívil                   | 6     |
| Arrieta                                       |       |
| Alfredo Osinaga Mijangos                      | 17    |
| Alberto Manuel Martínez García                | 6     |
| Jon Koldo Sáez de Urabain Garay               | 5     |
| Azilu                                         |       |
| Jesús Leandro Alonso Granado                  | 11    |
| Enrique Ramírez de Ocáriz Armentia            | 8     |
| Amaia Sáez de Vicuña Martiarena               | 5     |
| Erentxun                                      |       |
| María de las Mercede García de Amezaga Monte  | 8     |
| David Díaz de Arcaya Cubillo                  | 7     |
| Joseba Sáenz del Burgo Quintana               | 6     |
| Ezkerekotxa                                   |       |
| Florencio Uribe Díaz de Garayo                | 14    |
| Miguel Ibáñez Andino                          | 12    |
| Óscar Sagasti Jiménez de Vicuña               | 9     |
| Gauna                                         |       |
| Fernando López de Gauna Obanos                | 23    |
| Jesús Alzola Aguinaco                         | 14    |
| María Rosario Pangua Marquínez                | 6     |
| Gazeo                                         |       |
| Antonio Ricardo Fernández de Arroyabe Pérez   | 10    |
| José Ignacio Albizu García de Vicuña          | 6     |
| Joseba Beñat García Aliaga                    | 3     |
| Gereñu                                        |       |
| Sara Castrelo Solano                          | 13    |
| Ainhoa Zorrilla López                         | 11    |
| María López de Eguílaz López de Guereñu       | 6     |
| Jauregi                                       |       |
| José María Ruiz de Azúa Fernández de Mendiola | 5     |
| Ángel Albizu San Miguel                       | 3     |
| José González de Alaiza López de Araya        | 1     |
| Langarika                                     |       |
| José Quintana Villena                         | 13    |
| Vicenta Pérez Ayala                           | 9     |
| Larisa Uncella Pérez                          | 4     |
| Trocóniz                                      |       |
| Gabriel Santamaría del Río                    | 19    |
| Francisco José Bolláin Hernández              | 11    |
| Cándida Hurtado Rosado                        | 10    |

### Cuartango
| Candidato                                       | Votos |
| ----------------------------------------------- | ----- |
| Anda                                            |       |
| Alexander Ibáñez Cereceda                       | 7     |
| María Milagros Viguri Arberas                   | 6     |
| Andrés Zuazo Iturrate                           | 6     |
| Aprikano                                        |       |
| Raúl Martínez de Estívariz Ortiz de Zárate      | 11    |
| Jorge Mardones Martínez de Estíbariz            | 8     |
| José Luis Eguíluz Montoya                       | 4     |
| Etxabarri-Kuartango                             |       |
| Jesús María Rueda Ugarte                        | 2     |
| Carlos Ángel San Miguel Ortiz de Luna           | 1     |
| Endika Rueda López                              | 1     |
| Jokano                                          |       |
| María Teresa Ortiz de Zárate Martínez de Lapera | 18    |
| Eduardo Fernández de Pinedo González            | 17    |
| Carlos Albaina Salazar                          | 2     |
| Luna                                            |       |
| Eugenio Ruiz Briñas                             | 12    |
| Maite Zulueta Castillo                          | 12    |
| Andrés Jesús Cobben Ungil                       | 2     |
| Marinda                                         |       |
| José Ramón Meana Aguayo                         | 11    |
| Fernando Gómez Ochoa                            | 7     |
| Luis del Prado Ruiz                             | 5     |
| Sendadiano                                      |       |
| María Raquel Larrieta Viguri                    | 7     |
| Rafael Casado Iturriaga                         | 5     |
| Naiara Río Larrieta                             | 3     |
| Urbina Eza                                      |       |
| José Luis Díaz de Otalora Cabrera               | 5     |
| Ibon Telletxea García                           | 4     |
| Karlos Íñigo Zubiria Sopeña                     | 3     |
| Uribarri-Kuartango                              |       |
| Alberto Urtaran Burguera                        | 8     |
| Áurea Burguera Larrechi                         | 6     |
| Ramón Pérez Ruiz                                | 1     |
| Zuhatzu-Kuartango                               |       |
| Carlos Ramón Martínez de Santos Olabuenaga      | 20    |
| Saturnino Murga Isusi                           | 18    |
| José Ramón Salazar Gómez                        | 16    |

### Labastida
| Candidato                          | Votos |
| ---------------------------------- | ----- |
| Salinillas de Buradón              |       |
| Blanca Uriarte Fernández de Pinedo | 29    |
| Alicio Abecia Ogueta               | 15    |
| Sara Varona Uriarte                | 11    |

### Lagrán
| Candidato                           | Votos |
| ----------------------------------- | ----- |
| Lagrán                              |       |
| María Isabel Antonia Moraza Dulanto | 19    |
| Luisa Ciruela Verdugo               | 6     |
| Aritz Ibáñez Ranero                 | 6     |
| Pipaón                              |       |
| María Teresa Alonso Ibáñez          | 18    |
| Juan Carlos Martínez Gainzarain     | 9     |
| Francisco Javier Catalán Bilbao     | 3     |
| Villaverde                          |       |
| César Sáenz de Urturi Abajo         | 15    |
| Óscar José Fernández Aguirregabiria | 11    |
| Laura Domaica Ozaeta                | 10    |

### Laguardia
| Candidato                              | Votos |
| -------------------------------------- | ----- |
| Páganos                                |       |
| José Luis García de Olano Mauleón      | 14    |
| José Roberto García de Olano San Pedro | 13    |
| Pedro María Rodríguez Uzquiano         | 11    |

Fuente: BOTHA